# Jammerbach (Genfbach)
Der Jammerbach (auch Jammersbach genannt) ist ein Waldbach auf der Gemarkung der Gemeinde Nettersheim im Kreis Euskirchen in Nordrhein-Westfalen. Nach rund drei Kilometer langem Lauf insgesamt nach Nordosten mündet er orographisch von links in den mittleren Genfbach.

## Verlauf
Die Quelle entspringt rund 2,9 km südöstlich von Nettersheim im Engelgauer Wald, den der Bach stark gewunden in anfangs ostnordöstlicher Richtung durchfließt. Nach knapp der Hälfte seines Weges mündet von rechts und Südwesten ein weiterer, 1,1 km langer Quellast aus dem Teufelssiefen zu, wonach er insgesamt nordnordostwärts weiterläuft. Auf dem folgenden Wegstück reicht auf weniger als 200 Metern linksseits eine Wiese bis ans Ufer. Wieder im geschlossenen Wald durchläuft er einen etwa 5 Ar großen Stauteich und entwässert weniger als 400 m nach dem Wiederausfluss im Naturschutzgebiet Genfbachtal südöstlich Nettersheim in zuletzt offener Landschaft von links in den Genfbach.